# Rújintsi
El municipi de Rújintsi (búlgar: Община Ружинци) és un municipi búlgar pertanyent a la província de Vidin, amb capital a la ciutat de Rújintsi. Es troba al sud-est de la província, tocant a la província de Montana, i per la capital passa la carretera E79 que uneix les ciutats de Vidin i Montana.
L'any 2011 tenia 4.374 habitants, el 80,67% dels quals búlgars i el 18,61% gitanos. Una tercera part de la població viu a la capital municipal, Rújintsi.

## Localitats
El municipi es compon de les següents localitats:
| Localitat   | Ciríl·lic  | Població(desembre de 2009) |
| ----------- | ---------- | -------------------------- |
| Rújintsi    | Ружинци    | 915                        |
| Belo Pole   | Бело поле  | 929                        |
| Cherno Pole | Черно поле | 283                        |
| Dinkovo     | Динково    | 158                        |
| Drazhintsi  | Дражинци   | 219                        |
| Drenovets   | Дреновец   | 1517                       |
| Gyurgich    | Гюргич     | 278                        |
| Pleshivets  | Плешивец   | 247                        |
| Roglets     | Роглец     | 27                         |
| Topolovets  | Тополовец  | 317                        |
| Total       |            | 4890                       |